# Горковка
Горковка (укр. Гірківка) — село, относится к Захарьевскому району Одесской области Украины.
Население по переписи 2001 года составляло 77 человек. Почтовый индекс — 66702. Телефонный код — 4860. Занимает площадь 0,26 км². Код КОАТУУ — 5125255103.

## Местный совет
66700, Одесская обл., Захарьевский р-н, пгт Захарьевка, ул. Комсомольская, 59